# Сваришув
Сваришув (пол. Swaryszów) — село в Польщі, у гміні Сендзішув Єнджейовського повіту Свентокшиського воєводства.
Населення — 156 осіб (2011).
У 1975-1998 роках село належало до Келецького воєводства.

## Демографія
Демографічна структура на день 31 березня 2011 року:
|          | Загалом | Допрацездатний вік | Працездатний вік | Постпрацездатний вік |
| -------- | ------- | ------------------ | ---------------- | -------------------- |
| Чоловіки | 74      | 11                 | 51               | 12                   |
| Жінки    | 82      | 11                 | 45               | 26                   |
| Разом    | 156     | 22                 | 96               | 38                   |